# Marta Pérez i Sierra
Marta Pérez i Sierra (Barcelona, 7 de julio del 1957) es una escritora española.

## Biografía
Estudió filología catalana y ha trabajado como profesora. Es coautora de libros de texto y guías didácticas de lengua y literatura de E.P. Su primer libro de poesía Sexo Móvil Singular (SMS) (Viena Ed., 2002) tuvo mucha resonancia en los medios de comunicación, por ejemplo en L'Avui, El Periódico y La Vanguardia, y en 2013 volvió a publicarse ilustrado, SMS - Ilustrado (Cims, 2013) como resultado de la iniciativa interactiva “Ilustra un poema de mps”, donde 30 creativos plásticos ilustraron los poemas. La exposición de estas ilustraciones en diferentes espacios (bares, bibliotecas, centros cívicos, escuelas de arte, etc.) dio lugar a un vernisage poético itinerante en Cataluña.
Gran dinamizadora cultural, dirigió y coordinó desde el año 2014 hasta el 2019, el proyecto cultural "CONTRAPUNT POÈTIC" en Sant Feliu de Llobregat que aglutinaba, en torno a la poesía, diferentes clases de arte como pueden ser la música, pintura , danza, etc. Actualmente, en Barcelona, dirige y coordina “PINZELLADES POÈTIQUES” ciclo cultural en La Sin Nombre Galery, donde pone en valor la complicidad de la poesía literaria y de la poesía gráfica.
Ha cocreado deferentes espectáculos poético, los tres últimos:
- “OSTATGE” con la cantautora Lidia Uve
- “CLAUS A LA LLIMONA” con la bailarina Aida González Olvera y la músico Valeria Feigan.
- ""T’obro la meva veu sota dels núvols – Poemes de Felícia Fuster", con motivo de su centenario, con la bailarina Aida González Olvera y la músico Valeria Feigan.
En su blog 4lletres.cat mantiene un espacio "T'he llegit" donde comenta novela y poesía.

## Obras

### Poesía
- Safrà, Viena Edicions, 2024
- Escrit en un tovalló de bar i altres poemes, Voliana Edicions, 2024
- Punta de plom, Pagès editors, 2020
- Escorcoll, Ed. Del Buc, 2019
- Gàngsters, ploma i Vaudeville, Editorial Gregal, 2018
- Llavors, els peixos, La Garúa libros – Tanit, 2017
- Ostatge, Témenos 2016
- Un segon fora del dubte, Gregal 2016
- M'he empassat la lluna, Viena 2015
- SMS - Il·lustrat, Cims, 2013
- Si goso dir-li un mont d'amant, Cims 2013
- Bocins, Ed. Bubok, 2012
- Dones d'heura, Pagès editors, Lleida 2011
- Fil per Randa, Ed. Bubok, Barcelona 2008
- Sexe Mòbil Singular (SMS), Viena Edicions, Barcelona 2002

### Relatos
- Un bonsai dins meu, relatos, Editorial Aledis, 2022
- Compte amb el buit, microrrelatos, Témenos, 2018
- Bavastells, microrrelatos, Walrus, 2014
- I demà, l'atzar, relatos, SetzeVents Editorial, Urús 2009

### Cuentos infantiles
- La fada i el mosquit, ARC, 2020  (ilustradora: Núria Saladrigas)
- ¿Dónde estás?, Sd·edicions, 2016 (ilustrador: Pitu Álvarez). (En castellano)
- El senyor de la clenxa, Bubok, 2013 (ilustrador: Pere Cabaret)

### Editora
- Dones, arbres i poesia, Voliana Edicions, 2021 (con la profesora Margalida Capellà)
- Vésten en'layre. Homenaje a Alexandre de Riquer, Ed. Témenos, 2020 (con la poeta Teresa Costa-Gramunt, comisaria del Año Riquer).
- Autisme. Trenquem el silenci amb la poesia, Viena edicions, 2104 (con el equipo de coordinadores del Projecte Àgatha, proyecto solidario en favor del autismo)
- Vivències, Ed. Andana, 2013 (edición biográfica de Teresa Berrozpe Just)

### Participación en libros colectivos
- La Terra del Foc (Lletra Impresa Edicions, 2023) 40 años del Premi de Poesia Manuel Rodríguez Martínez Ciutat d'Alcoi.
- Flamarades sortiran (Godall Edicions, 2023) editado por M. Antònia Massanet, antología catalana feminista
- Ànima / cos segundo volumen de la colección "Àlbums Versàlia" (Papers de Versàlia, 2022)
- Dones poetes de la Maresma, Voliana Edicions, 2021
- Tenebres profundes de Miquel Pujol, 2021
- El paraigua de Joan Brossa, Papers de Versàlia, 2020
- Bones confitures Antologia de microrelats en català, Témenos Edicions, 2019, editado por Jordi Masó Rahola
- Poemes de la Suda. Antologia, 2007 – 2017, Pagès editors, 2018
- La terra sagna, L’1 d’Octubre dels poetes, L’albi, 2018 (a beneficio de la Associació Catalans pels Drets Civils)
- Ponts d’aigua, Pagès Editors, 2018 (a beneficio de Pro Activa Open Arms)
- La bona confitura Quatre anys de microrelats. Selección de Jordi Masó, Bubok, 2014
- I visqueren felices, Pol·len edicions 2014
- Vers la llibertat 17.14 Poemes 17 – 14 Poetes, Paralelo Sur Ediciones, 2013
- 365 contes, Bubok, 2012
- Poemes a la Frontera, March Editor, 2011
- Poems&Blogs Poetes a la xarxa. Recopilación de blogs poéticos (2010) editada por Violant de Bru y Santi Borrell
- Totes les sortides dignes, Terres de l'Ebre, Editorial Petròpolis, 2010.
- Atracament i altres contes, Cossetània Edicions, 2009
- Totes les baranes dels teus dits, Terres de l'Ebre, Editorial Petròpolis, 2009.
- Narracions Breus Port d’Aiguadolç 1998 (Sitges)

## Premios literarios
- XLIII Premi de Poesia «25 d’abril» Vila de Benissa, 2023: Safrà
- 5è Premi Esteve Albert – Vila d’Argentona, 2022: Escrit en un tovalló de bar
- Festival Internacional de poesia en línia Soc Refugiat Barcelona, PEN Català, 2020
- Agustí Bartra – Ciutat de Terrassa, 2019: Punta de plom
- Manuel Rodríguez Martínez - Ciutat d’Alcoi, 2019: Escorcoll
- Josep Fàbregas i Capell - Vila de Sallent, 2015: Ostatge
- Jocs Florals de Perpinyà, 2013
- Narració curta de Sant Hilari Sacalm, 2012
- Jordi Pàmias, 2010: Dones d'heura
- Narrativa curta Vila de Castellbisbal, 2009
- Relats breus del Tram, 2007
- Premi de poesia Ràdio Llinars,1988
- Jocs Florals de Gràcia, 1986